# Избори за председника Азербејџана 2008.
Председнички избори у Азербејџану 2008. одржани су у Азербејџану 15. октобра 2008. Неколико водећих политичких странака, укључујући Мусават, Азербејџанску странку народног фронта и Азербејџанску демократску странку, бојкотовале су изборе због навода о намештању и притиска политичких противника. Илхам Алијев из Партија Нови Азербејџан изабран је за председника са укупно 89% гласова.
Изборе је посматрало више од 500 међународних посматрача, углавном из Организације за Европску Безбедност и Сарадњу (ОЕБС). 
Људи из ОЕБС-а су изјавили да је постигнут напредак од последњих избора, међутим, они још увек нису на нивоу међународних стандарда, јер није било конкуренције која би угрозила положај Илхама Алијева. Међутим, САД су углавном задовољне изборима, изјавом: "Честитамо Азербејџанима на изборима и на побољшањима која су учинила ове изборе бољим од претходних."
Авез Темирхан из Азербејџанске либералне странке, који је такође бојкотовао изборе, изјавио је: "Ово руководство није легитимно и њихов избор не представља вољу народа."